# XIV eleccions a la presidència del Futbol Club Barcelona
Les XIV eleccions a la presidència del Futbol Club Barcelona es van fer el 7 de març de 2021 i s'hi va elegir un nou president del club per a un mandat de 6 anys. Per primera vegada s'hi permeté el vot per correu i s'instal·laren punts de vot a Tarragona, Lleida, Girona, Tortosa i Andorra la Vella a més del de Barcelona.
El 17 d'agost de 2020 el president del FC Barcelona, Josep Maria Bartomeu, va comunicar que les eleccions se celebrarien el primer dia de partit al Camp Nou a partir del 15 de març. Els estatuts marquen que s'han de celebrar entre el 15 de març i el 15 de juny. Tanmateix, l'èxit del vot de censura va fer que a finals d'octubre Bartomeu i la resta de la seva junta dimitissin, deixant pas a una Comissió Gestora presidida per Carles Tusquets. Aquesta comissió gestora anuncià la convocatòria electoral per al 24 de gener de 2021, però per raó de la pandèmia de COVID-19 finalment es van ajornar al 7 de març.
El guanyador de les eleccions fou Joan Laporta i Estruch amb un 54,28% dels vots.

## Moció de censura i dimissió de Bartomeu
Després de no aconseguir ajornar la votació de la moció de censura que la plataforma Més que una Moció va promoure (obtenint gairebé 20.000 signatures), i que havia de dur-se a terme a principis de novembre de 2020, i ser amenaçat amb conseqüències jurídiques, el 27 d'octubre de 2020 Josep Maria Bartomeu i la resta de la junta directiva van dimitir.

## Precandidatures
Les principals precandidatures presentades a les eleccions són la de Víctor Font i la de Joan Laporta, president del Club durant el període 2003-2010. També van anunciar precandidatura els empresaris Lluís Fernàndez i Alà i Jordi Farré (que ja va ser precandidat a les eleccions del 2015) i dues persones que ja van concórrer a les eleccions del 2015: Agustí Benedito i Toni Freixa. Emili Rousaud i Xavier Vilajoana, membres de la junta de Bartomeu, també van anunciar-se precandidats.
Josep Maria Bartomeu, president dimitit del Club, no es va poder presentar a la reelecció, ja que els Estatuts del Club ho impedeixen.
| Precandidats confirmats | Candidatura             | Avals presentats | Avals validats |
| ----------------------- | ----------------------- | ---------------- | -------------- |
| Agustí Benedito         | Ara Barça. Ara Benedito | 0                | 0              |
| Emili Rousaud           | Els millors, al Barça!  | 2.501            | 0              |
| Joan Laporta            | Estimem el Barça        | 10.257           | 9.625          |
| Jordi Farré             | Nou Impuls Barça        | 2.082            | 0              |
| Lluís Fernàndez Alà     | Passió, Seny i Planter  | 1.177            | 0              |
| Pere Riera              | Transparència i joc net | ?                | 0              |
| Toni Freixa             | Fidels al Barça         | 2.821            | 2.634          |
| Víctor Font             | Sí al futur             | 4.710            | 4.431          |
| Xavi Vilajoana          | Futur amb ADN Barça     | 1.967            | 1.834          |
| Ferran Estrada          | Essència barcelonista   | 87               | ?              |

Per esdevenir oficialment candidats, els precandidats han de presentar 2.257 signatures vàlides a recollir entre el 23 de desembre de 2020 i l'11 de gener de 2021.
A falta de la verificació, només van aconseguir superar el tall de signatures quatre candidats: Laporta, Font, Freixa i Rousaud, i finalment, Emili Rousaud no va passar el tall de signatures, car el club en declarà una part com a invàlides i finalment retirà la seva candidatura. Així doncs, els candidats que passaren el tall de 2.257 signatures vàlides foren Joan Laporta, amb 10.272 signatures presentades i 9.625 de validades; Víctor Font, amb 4.713 de presentades i 4.431 de validades; i Antoni Freixa, amb 2.822 de presentades i 2.634 de validades.

## Calendari i organització
Inicialment la campanya electoral havia de tenir lloc entre el 15 i el 22 de gener de 2021 i les eleccions el 24 de gener de 2021, amb col·legis electorals previstos a les instal·lacions del Camp Nou, i a Tarragona, Tortosa, Lleida, Girona, Andorra la Vella, Madrid, Sevilla, València i Palma. Malgrat tot, a 15 de gener es va cancel·lar aquesta convocatòria per culpa de la pandèmia de COVID-19 i finalment la data es va fixar per al dia 7 de març de 2021, mantenint només les seus de votació a Barcelona, Girona, Lleida, Tarragona, Tortosa i Andorra la Vella. Per primera vegada fou possible votar per correu.